# Exalphus
Exalphus is een kevergeslacht uit de familie van de boktorren (Cerambycidae). De wetenschappelijke naam van het geslacht werd voor het eerst geldig gepubliceerd in 2001 door Restello, Iannuzzi & Marinoni.

## Soorten
Exalphus omvat de volgende soorten:
- Exalphus aurivillii (Lane, 1970)
- Exalphus biannulatus (Aurivillius, 1921)
- Exalphus cavifrons (Bates, 1872)
- Exalphus colasi (Lane, 1965)
- Exalphus confusus Restello, Iannuzzi & Marinoni, 2001
- Exalphus foveatus (Marinoni & Martins, 1978)
- Exalphus gounellei (Lane, 1973)
- Exalphus guaraniticus (Lane, 1955)
- Exalphus leuconotus (Thomson, 1860)
- Exalphus lichenophorus (Lane, 1965)
- Exalphus malleri (Lane, 1955)
- Exalphus simplex (Galileo & Martins, 1998)
- Exalphus spilonotus Restello, Iannuzzi & Marinoni, 2001
- Exalphus vicinus Galileo & Martins, 2003
- Exalphus zellibori (Lane, 1955)